# 贝尔贝吕斯特-利亚斯
贝尔贝吕斯特-利亚斯（法語：Berbérust-Lias，法語發音：[bɛʁbeʁyst ljas]）是法国上比利牛斯省的一个市镇，属于阿热莱斯加佐斯特区。该市镇于1846年由原市镇贝尔贝吕斯特（Berbérust）和利亚斯（Lias）合并而成。

## 地理
贝尔贝吕斯特-利亚斯（43°2'44"N, 0°1'47"W）面积5.73 平方千米，位于法国奧克西塔尼大區上比利牛斯省，该省份为法国西南部内陆省份，北至热尔省，西接大西洋比利牛斯省，南与西班牙接壤，东临上加龙省。
与贝尔贝吕斯特-利亚斯接壤的市镇（或旧市镇、城区）包括：圣克雷阿克、加佐斯特、热尔、热村、乌尔东、乌斯泰、圣帕斯图斯。
贝尔贝吕斯特-利亚斯的时区为UTC+01:00、UTC+02:00（夏令时）。

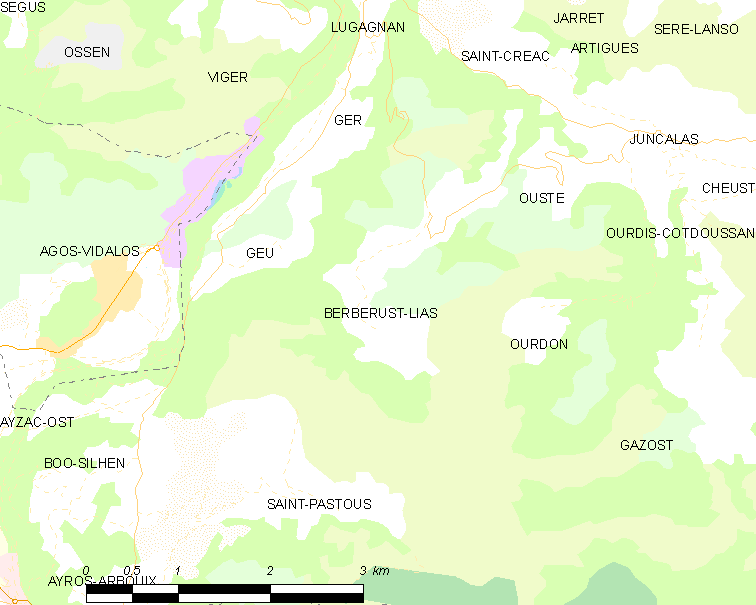
贝尔贝吕斯特-利亚斯的OSM定位图

## 行政
贝尔贝吕斯特-利亚斯的邮政编码为65100，INSEE市镇编码为65082。

## 政治
贝尔贝吕斯特-利亚斯所属的省级选区为卢尔德第二县。

## 人口

1962-2008年间贝尔贝吕斯特-利亚斯人口变化图示

贝尔贝吕斯特-利亚斯于2022年1月1日时的人口数量为44人。